# Девід Кох
Девід Кох (англ. David Hamilton Koch, 3 травня 1940 — 23 серпня 2019) — американський бізнесмен, філантроп, політичний діяч та інженер-хімік. 
В 1970 році він долучився до сімейного бізнесу Koch Industries, конгломерату, який серед приватних компаній, є другим за розміром. В 1979 році став президентом дочірнього підприємства Koch Engineering in 1979, та у 1983 став співзасновником Koch Industries зі своїм старшим братом Чарльзом. Зараз він є виконавчим віце-президентом. Кох є впливовим лібертаріанцем. В 1980 році був кандидатом у віце-президенти США від лібертаріанської партії та фінансував виборчу компанію. Є засновником консервативної політичної групи Citizens for a Sound Economy. Він та його брат Чарльз є спонсорами різних політичних адвокатських груп та політичних компаній, майже повністю республіканських.